# 이윤일
이윤일(李尹一, 1823년 ~ 1867년 1월 21일)은 조선의 천주교 박해 때에 순교한 한국 천주교의 103위 성인 중에 한 사람이다. 세례명은 요한(Ioannes)이다.

## 생애
이윤일은 1823년에 충청도 홍주에서 천주교 모태 신자로 태어났다. 후일에 그는 경상도 문경의 여호목골에 정착하여 천주교 공동체의 회장으로 활동했다. 그는 생계를 위해 농사를 지었다. 그는 결혼하여 몇 명의 자식을 두었다. 1866년 병인박해가 발발했을 때, 그는 45세였다. 그는 키가 컸고 긴 수염을 갖고 있었다. 그는 소박한 성품을 가진 독실한 천주교 신자로 알려져 있었다. 그의 가문은 대대로 천주교를 믿었고, 여러 명의 교리 교사를 배출하였다. 이윤일은 그러한 가문의 전통을 지키기 위하여 최선을 다하였다.
이윤일의 아들의 증언에 따르면, 1866년 11월 7일과 12월 6일 사이에, 포졸들이 그의 집을 습격하였을 때, 이윤일은 자신의 방에 앉아 있었다고 한다. 그는 그들이 오는 것을 알고 있었고, 도망칠 수 있었지만, 그러지 않았다. 다른 천주교인들을 찾는 포졸들에게 이윤일은 자신은 천주교인이 맞지만, 이웃의 다른 천주교인은 알지 못한다고 말했다. 그날에, 이윤일의 가족 8명을 포함하여 30명 이상이 체포되었다. 그들은 모두 문경 감옥에 수감되었다. 관장이 부재중이었기 때문에, 그곳에는 심문관이 없었음에도 불구하고, 포졸들은 이윤일을 고문했고 그의 모든 가산을 약탈했다. 사흘 후에, 그들은 상주 감옥으로 이송되었다. 상주에서 이윤일은 9 차례의 혹독한 형벌과 고문을 받았다. 매 차례마다, 그는 자신이 천주교 신자임을 시인했지만, 자신과 함께 체포된 사람들 외에 다른 교우는 모른다고 말했다. 관장은 이윤일에게 배교를 강요했지만, 이윤일은 강하게 거부했다.
상주 관장은 심문을 끝내고, 70 여명의 천주교인을 세 무리로 나누었다. 첫번째 무리는 자식이 있는 사람들과 배교한 사람들, 두번째 무리는 배교를 거부한 20여명, 세번째 무리는 이윤일과 같은 천주교 공동체의 지도자들로 구성되었다. 관장은 한양에 있는 섭정자 흥선대원군과 상의한 끝에 1967년 1월 4일 그들에게 사형을 선고하였다.
천주교인들은 다시 고문을 받았고 대구 감영으로 이송되었다. 대구로 떠나기 전, 이윤일은 행복해하며 그의 자식들에게 이런 말을 남겼다. "나는 지금 순교자가 되려 떠난다. 너희들은 집에 돌아가서 충실히 하느님을 숭배하고, 어른이 되면 나를 따라오거라."
이윤일은 동료 수감자들에게도 모범을 보였다. 그는 열심히 기도하며 교우들이 신앙을 지킬 수 있도록 그들을 격려했다.
1867년 1월 21일, 그는 대구 남문 밖 관덕방으로 압송되었고, 마지막 식사를 하였으며, 자신이 가진 모든 돈을 망나니들에게 주었다. 이윤일은 결국 참수되어 천국의 영관을 썼다. 그때 그의 나이는 45세였다.

## 시복 · 시성
이윤일 요한은 1968년 10월 6일에 로마 성 베드로 대성당에서 교황 바오로 6세가 집전한 24위 시복식을 통해 복자 품에 올랐고, 1984년 5월 6일에 서울특별시 여의도에서 한국 천주교 창립 200주년을 기념하여 방한한 교황 요한 바오로 2세가 집전한 미사 중에 이뤄진 103위 시성식을 통해 성인 품에 올랐다.

## 참고 문헌
- 가톨릭 사전: 이윤일
- Catholic Bishop's Conference Of Korea. 103 Martryr Saints: 이윤일 요한 Ioannes Yi Yun-il 보관됨 2015-02-08 - 웨이백 머신